# Хюнтванген
Хюнтванген (нем. Hüntwangen) — коммуна в Швейцарии, в кантоне Цюрих. 
Входит в состав округа Бюлах. Население составляет 922 человека (на 31 декабря 2007 года). Официальный код — 0061.